# Bella Maclean
Bella Maclean (* 14. November 2000 in England) ist eine britische Schauspielerin.

## Leben und Karriere
Maclean wurde am 14. November 2000 in England geboren. Ihre Ausbildung absolvierte sie an der Guildhall School of Music and Drama. Dort trat in verschiedenen Theaterproduktionen wie Angels in America und Dirty Butterfly auf.
Ihr Debüt gab sie 2018 in dem Kurzfilm La La Means I Love You. Anschließend war sie in zwei Folge in Silent Witness zu sehen. 2024 wurde sie für die Serie Sex Education gecastet. Im selben Jahr bekam Maclean in der Serie Rivals eine Hauptrolle.

## Filmografie
- 2018: La La Means I Love You (Kurzfilm)
- 2021: Dragged Up (Kurzfilm)
- 2023: Silent Witness (Fernsehserie, 2 Episoden)
- 2024: Sex Education (Fernsehserie, 6 Episoden)
- 2024: Rivals (Fernsehserie)